# Скутарева къща
Скутаревата къща (на гръцки: Αρχοντικό Σκούταρη) е възрожденска къща в град Костур, Гърция. Сградата е построена в средата на XVIII век и е обявена за паметник на културата.

## Местоположение
Къщата е разположена в южната част на града, в традиционната махала Долца, на крайбрежната улица „Орестиада“ № 23.

## История
Изградена е около 1750 или 1770 година. Принадлежала е на семейство Скутарис. По-късно до 1977 година е собственост на семейство Папакостас и в тази година е купена от Гръцката туристическа организация.
В 1965 година е обявена за паметник на културата.

## Архитектура
Къщата е със смесена конструкция от камък и дърво и има дървен покрив. Формата ѝ е П-образна. Прозорците на приземния етаж са малки, засводени и със защитни решетки, а тези на етажа – по-големи и правоъгълни. Централният вход на къщата е на южната фасада, между двете издадени напред крила. Дървена стълба води към вътрешен трем, свързан със зимните стаи на първия етаж. До трема е помещението за пребиваване на жените през зимата. На втория етаж има доминантно централно помещение приемна, наречено доксато, с красив изглед към Костурското езеро.